# Angelo Michele Bartolotti
Angelo Michele Bartolotti (Bolonia ¿?  - Francia, antes de 1682) fue un guitarrista y laudista italiano, intérprete de tiorba y compositor, nació en fecha desconocida a principios del siglo XVII,  probablemente en Bolonia, pues se describe a sí mismo como boloñés en su primer libro para guitarra. Su carrera musical se desarrolló al parecer en Florencia al servicio de Jacobo Salviati, duque de Giuliano. Publicó 2 libros de música para guitarra en Italia, en los años 1640 y 1650.

## Obra
- Libro primo di chitarra spagnola, Florencia, 1640: Incluye pasacalles y suites
- Secondo Libro di chitarra, Roma, 1650: Incluye diversas suites.
- Table pour apprendre facilement à toucher le théorbe sur la basse continue (París, Ballard, 1669)